# Leviatán

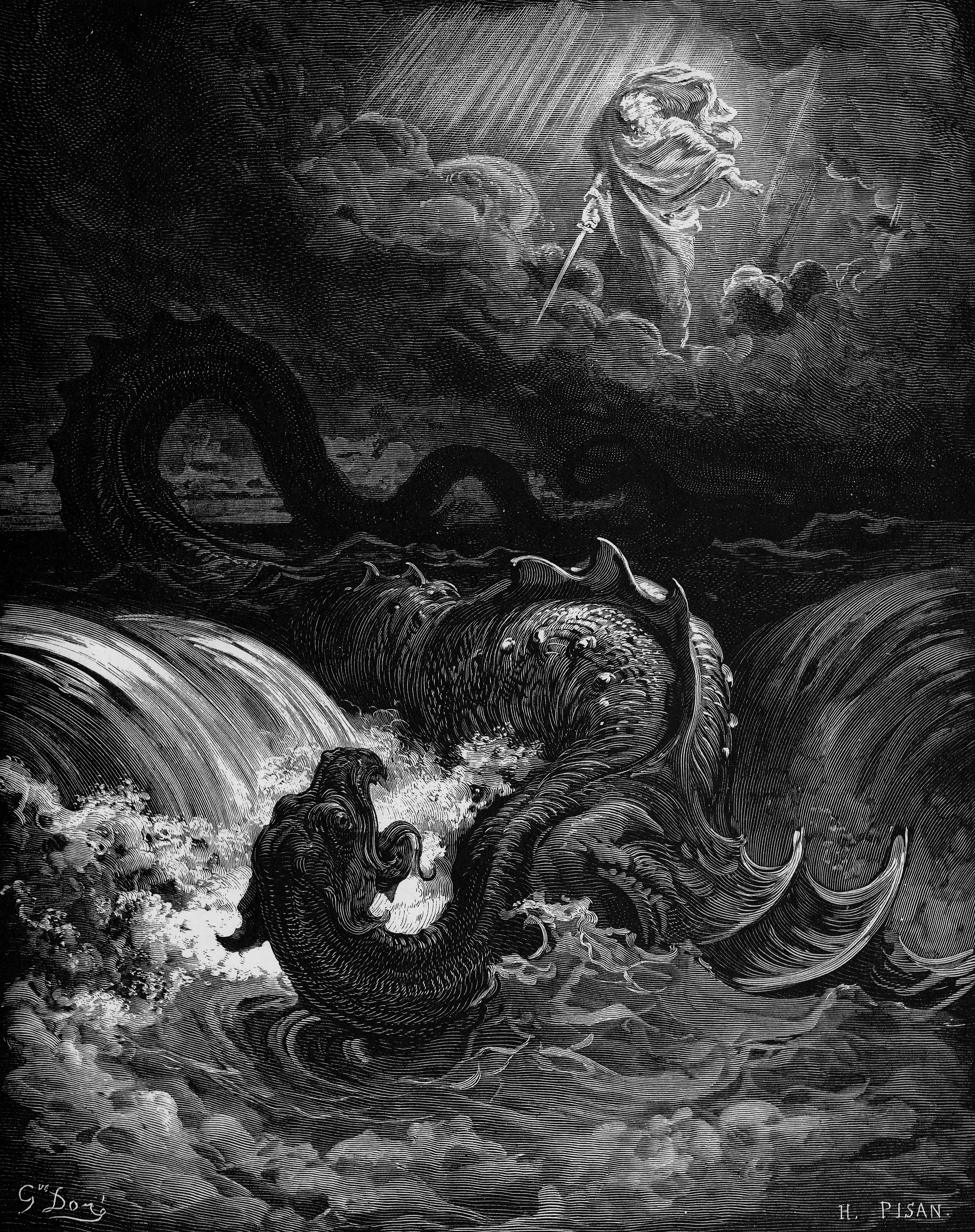
La destrucción de Leviatán, un grabado hecho en 1865 por Gustave Doré. El grabado representando cuando el señor tu Dios venciendo al legendario Leviatán. Doré fue inspirado por ('): "En ese día, el Señor castigará con su espada, su espada feroz, grande y de gran alcance, Leviatán la serpiente que se desliza, Leviatán la serpiente enrollada; Él destruirá al monstruo del mar".

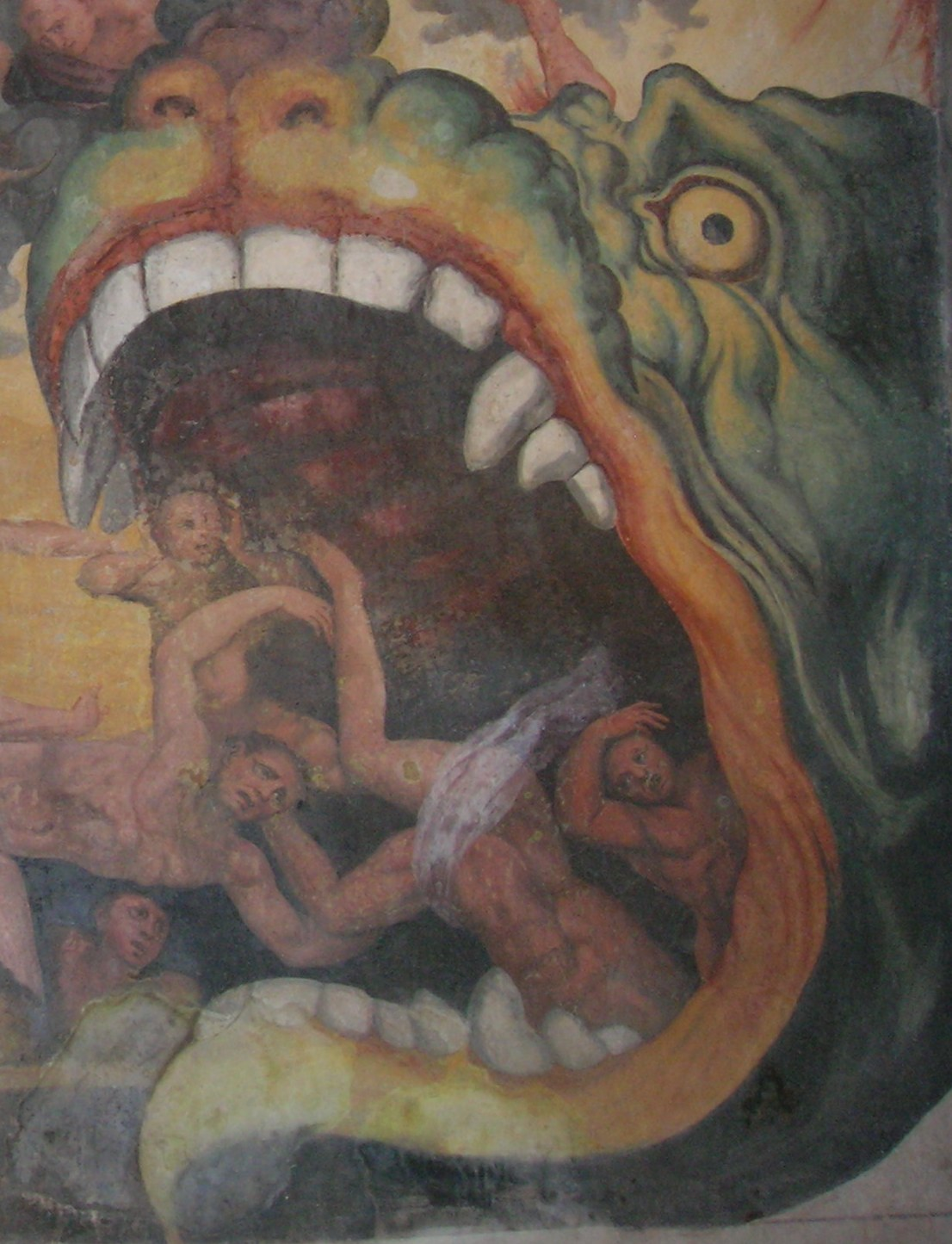
Leviatán.

Leviatán (del hebreo לִוְיָתָן, liwyatan, enrollado) es una bestia marina gigante narrada en la Biblia. Su creación por Dios se encuentra en el Génesis y Job describe su aspecto físico con semejanzas a un dragón.

De su boca salen hachones de fuego; centellas de fuego proceden. De sus narices sale humo, como de una olla o caldero que hierve. Su aliento enciende los carbones, y de su boca sale llama.
Job 41:19-22

En los cultos satánicos, se considera uno de los demonios principales que conforma la trinidad demoníaca junto a Lucifer y Belial.

## Judaísmo
Llamado Lotan en la mitología ugarítica, sería el monstruo policéfalo y serpentiforme, encarnación del caos venido para dar inicio a la Creación (cf. Sal LXXIV, 13 y ss.). Según Job, III, 8, los magos podían resucitarlo, pero Dios lo aniquilará definitivamente al fin de los tiempos. Su descripción más detallada aparece en Job, XLI. En el Génesis, Leviatán, es mencionado de forma implícita como una serpiente: "Y creó Dios los grandes monstruos marinos, y todo ser viviente que se mueve".
En este verso Rashi declara: "De acuerdo con la leyenda esto se refiere al Leviatán y su pareja, ya que esta es la reencarnación de la serpiente de Adán y Eva. Dios creó un Leviatán macho y una hembra, entonces mató a la hembra y la dio de comer para los honestos, ya que si los leviatanes llegaran a procrear, entonces el mundo no podría interponérseles". Jastrow traduce la palabra "Taninim" como "monstruo marino, cocodrilo o gran serpiente".
La palabra "Leviatán" aparece en las siguientes citas bíblicas:

En aquel día Yahvé castigará con su espada dura, grande y fuerte al Leviatán serpiente veloz, y al Leviatán serpiente tortuosa; y matará al dragón que está en el mar
(Isa 27:1)

Rompiste las cabezas del Leviatán; y lo diste por comida a las tortugas de mar.
(Salmo 74:14)

Por allí circulan los navíos y Leviatán que hiciste para entretenerte.
(Salmo 104:26)

¿Sacarás tú al Leviatán con el anzuelo, o con cuerda que le eches en su lengua?
(Job 40:25)

Maldigan a los que maldicen el día, los que se aprestan para despertar a Leviatán.
( Job 3:8)

En el Talmud, el Leviatán es mencionado en Avodá Zará 3b: "Rav Yehuda dice, hay doce horas en un día. En las primeras tres horas Dios se sienta y aprende la Torá, las segundas tres horas él se sienta y juzga el mundo. Las terceras tres horas Dios alimenta al mundo entero... el cuarto periodo de tres horas Dios juega con el Leviatán".
También se menciona en Moed Katán 25b: "Rav Ashi le dijo a Bar Kipok: ¿qué será dicho en mi entierro? Él contestó:¿si una llama puede derrumbar a un cedro, qué esperanza tiene un árbol pequeño? Si un Leviatán se puede enganchar y acarrear a la tierra, qué esperanza tiene un pescado en un charco?".
El festival Judío de Sucot (festival de los tabernáculos) concluye con un rezo recitado antes de abandonar la sucá (cabaña provisional): "Mayor sea su voluntad, Señor nuestro Dios y Dios de nuestros antepasados, que apenas pues he satisfecho y he morado en esta sucá, así pueda yo tener mérito en el año que viene para morar en la sucá de la piel de Leviatán. El año próximo en Jerusalén".
Un comentario en este rezo en el Libro de rezos de Artscroll (p. 725) agrega: "El Leviatán era un pez monstruoso creado en el quinto día de la creación". Su historia se relaciona largamente en el Baba Bathra 74b del Talmud, donde se dice que "el Leviatán será destruido y su carne será servida como banquete para el honrado en [el] tiempo por venir, y su piel se usará para cubrir la tienda donde ocurrirá el banquete".

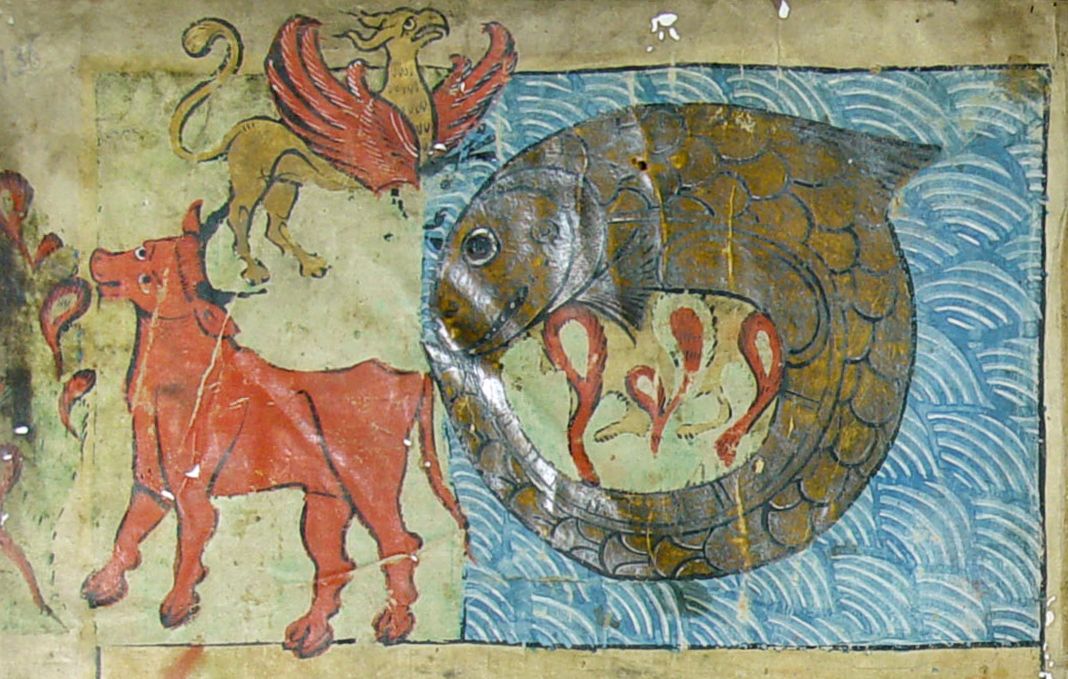
Leviatán, Behemot y Ziz.

La leyenda dice que en el banquete después del Armagedón, el caparazón del Leviatán será servido como comida, junto con el Behemot y el Ziz.
Hay otro himno religioso recitado en el festival de Shavuot (celebrando la Torá), conocido como Akdamot, en donde dice: "... el deporte con el Leviatán y el buey Behemoth... cuando se engancharán el uno con el otro y comenzarán el combate, con sus cuernos, el Behemoth corneará con fuerza, el pez [Leviatán] saltará para confrontarlo con sus aletas, con poder. Su creador se les aproximará con su espada poderosa [y los matará a ambos]". Así, "de la hermosa piel del Leviatán, Dios construirá los pabellones para abrigar al honrado, que comerá la carne del Behemoth [buey] y el Leviatán en medio de gran gozo y alegría, en un enorme banquete que será dado para ellos". Algunos comentaristas rabínicos dicen que estos pasajes son alegóricos. (Artscroll siddur, p. 719).
Igualmente en el apócrifo Libro de Enoc Leviatán es descrito junto a Behemot: «Y en ese día se separarán dos monstruos, una hembra llamada Leviatán, que morará en el abismo sobre donde manan las aguas, y un macho llamado Behemot, y ocupará con sus pechos un desierto inmenso llamado Dandain».
El Leviatán también puede ser interpretado como el mar en sí mismo, con sus contrapartes, Behemoth que es la tierra y el Ziz que es el aire y el espacio. Algunos eruditos han interpretado al Leviatán, y otras referencias al mar en el Antiguo Testamento, como referencias altamente metafóricas a los merodeadores del mar que aterrorizaron alguna vez el Reino de Israel.
Algunas leyendas judías consideran al Leviatán como un dragón andrógino que en su forma masculina sedujo a Eva, y a Adán en su forma femenina.

## Cristianismo
La interpretación cristiana del Leviatán le considera a menudo como un demonio asociado con Satán o el Diablo, y algunos especulan que este es el mismo monstruo que Rahab (Isa 51:9).
Las referencias bíblicas a Leviatán parecen haberse desarrollado de una leyenda cananea que implica una confrontación entre Hadad (Baal) y un gran monstruo marino de siete cabezas al cual Hadad logra derrotar, también se asemeja a la épica de la Creación babilónica "Enuma Elish", de origen sumerio, en la que el dios de la tormenta Marduk asesina a su madre, el monstruo marino y diosa del Caos y la Creación, Tiamat, y crea la tierra y los cielos de las dos mitades de su cuerpo.
Algunos eruditos bíblicos consideran que en efecto Leviatán representa las fuerzas del caos:

13Tú con tu poder, dividiste el mar y aplastaste las cabezas de monstruos marinos
14Rompiste las cabezas de Leviatán y lo diste por comida a las tortugas de mar.
(Salmo 74:13-14)

La tierra estaba desordenada y vacía, las tinieblas estaban sobre la faz del abismo y el espíritu de Dios se movía sobre la faz de las aguas.
(Génesis 1:2)

El Leviatán del cristianismo se describe al final del Nuevo testamento de la Biblia, el Apocalipsis.

Entonces apareció otra señal en el cielo: he aquí, un gran dragón rojo que tenía siete cabezas y diez cuernos, y sobre sus cabezas siete diademas.
Apocalipsis 12:3

Vi a un ángel que descendía del cielo, con la llave del abismo, y una gran cadena en la mano. Y prendió al dragón, la serpiente antigua, que es el diablo y Satanás, y lo ató por mil años
Apocalipsis 20

Algunos intérpretes sugieren que el Leviatán es un símbolo de la humanidad en oposición a Dios, y no es más literal que las bestias mencionadas en Daniel y Revelación.
En la demonología medieval, un Leviatán era un demonio acuático que intenta poseer a las personas, siendo estas difíciles de exorcizar.

## Leviatán, nombre genérico para monstruos marinos
Durante la edad de oro de los viajes marinos, los marineros europeos vieron al Leviatán como una gigantesca ballena-monstruo del mar, o generalmente una serpiente marina, que devoraba naves enteras al nadar alrededor de los cascos rápidamente creando un torbellino.
Leviatán es también el título de una obra de Thomas Hobbes sobre el contrato social y la creación de un estado ideal. Muchos trabajos se dedicaron a decidir por qué él nombró su libro "Leviatán" y una de las primeras causas de esto sería la influencia y el miedo en Inglaterra de la poderosa Armada española antes de la desastrosa expedición al mando de Alonso Pérez de Guzmán el Bueno y Zúñiga en 1588.
Debido en gran parte a la influencia de la obra clásica de Herman Melville, Moby Dick, el Leviatán ha venido a ser asociado por muchos con el cachalote, producto del comportamiento que pueden presentar estos animales. Un ejemplo de esto está en la representación de Pinocho por Disney en la que este es tragado (como Jonás en la Biblia) por un cachalote, a pesar del hecho de que en la historia original, Pinocho fue tragado por un "Pesce-cane", traducido como "pez-perro" o "tiburón"; y Jonás por un "pez".
Del mismo modo hay quienes postulan un paralelo entre Leviatán y otras criaturas marinas mitológicas, tales como los Naga de siete cabezas de la mitología hindú y del Oriente Medio.
En Perú se encontraron los restos de un gran cetáceo carnívoro que pudo medir de 12 a 17 metros de longitud que poseía dientes de hasta 36 cm; fue denominado Livyatan melvillei.

## El Leviatán y la criptozoología
El uso de la palabra para describir a cualquier gran criatura marina ha dado pie incluso a que en la criptozoología se crea en su existencia real como una criatura desconocida. En su libro, “En la búsqueda de sobrevivientes prehistóricos”, el criptozoólogo Dr. Karl Shuker considera al Leviatán como un mito inspirado, por lo menos en parte, por avistamientos de un hipotético monstruo marino tipo Mosasaurio. Bernard Heuvelmans, en su libro “Dans le sillage des monstres marins” consideraba que esta entidad era un tipo de "Ciempiés marino".

## En la cultura popular
- Leviatán, obra de Thomas Hobbes.
- Leviatán, novela de Julien Green.
- Leviatán, novela de Paul Auster.
- En Farscape, serie de ciencia ficción australiana, las leviatanes son criaturas biomecánicas que funcionan como naves espaciales vivientes. Fueron creadas por una raza conocida como los Constructores. Uno de los protagonistas es Moya, la nave donde se desarrolla gran parte de la serie.[2][3]
- En el anime Yu-Gi-Oh! de Kazuki Takahashi hay una criatura llamada «Gran Leviatán».
- En la película de Disney Atlantis: El imperio perdido del 2001.
- En la saga de Canción de Hielo y Fuego a los cachalotes se les conoce como Leviatán.
- En el videojuego Devil May Cry 3, Dante es tragado por el Leviatán.
- En el videojuego Skullgirls de la compañía Lab Zero Games hay un personaje llamado Leviathan (Leviatán), que acompaña a Squigly, una de las protagonistas del juego.
- La banda sueca de metal sinfónico Therion tituló Leviathan su décimo séptimo álbum de estudio, lanzado el 22 de enero de 2021.
- La banda sueca de black metal Dark Funeral tituló "Leviathan" a una de las canciones de su séptimo álbum de estudio We Are the Apocalypse
- En la saga The Evillious Chronicles es representado por Levia, el personaje principal de dicha saga.
- En el videojuego The Binding of Isaac, el jugador puede transformarse en Leviathan (Leviatán) si recoge al menos tres de una determinada lista de coleccionables (todos ellos disponibles a través de pactos con Satanás).
- En el videojuego Subnautica y en su respectiva secuela, Subnautica: Below Zero, el jugador podrá encontrarse con varias especies de leviatanes a lo largo de su aventura recorriendo el mapa, desde leviatanes amistosos hasta depredadores, pudiendo ser un gran peligro para el jugador.
- En la saga de videojuegos Mega Man Zero, Leviatán es un reploid (robot) de tipo hielo y es una de los 4 guardianes de Neo Arcadia.
- En la saga de juegos God of War, Leviatán es representado como un hacha perteneciente a Kratos, dios de la guerra en el juego.
- En el anime Obey Me! uno de los personajes se llama Leviatán, hermano de los otros protagonistas.